# 塞萨洛尼基国立当代艺术博物馆

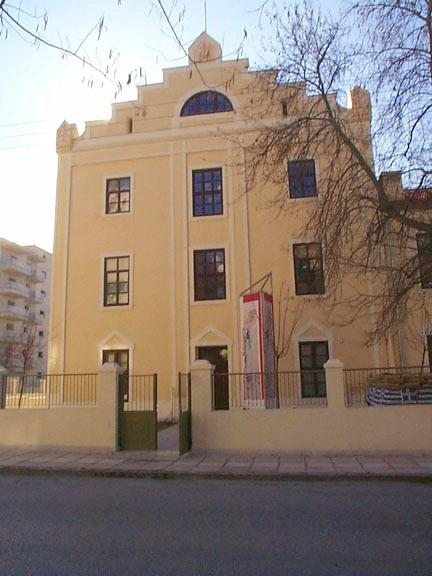

塞萨洛尼基国立当代艺术博物馆 (希臘語：Κρατικό Μουσείο Σύγχρονης Τέχνης）是希腊中马其顿塞萨洛尼基的一个博物馆，成立于1997年，塞萨洛尼基成为欧洲文化之都之际。博物馆设于一座旧修道院内。
馆内藏有1,275件俄罗斯先锋派艺术作品，包括绘画、雕塑等。

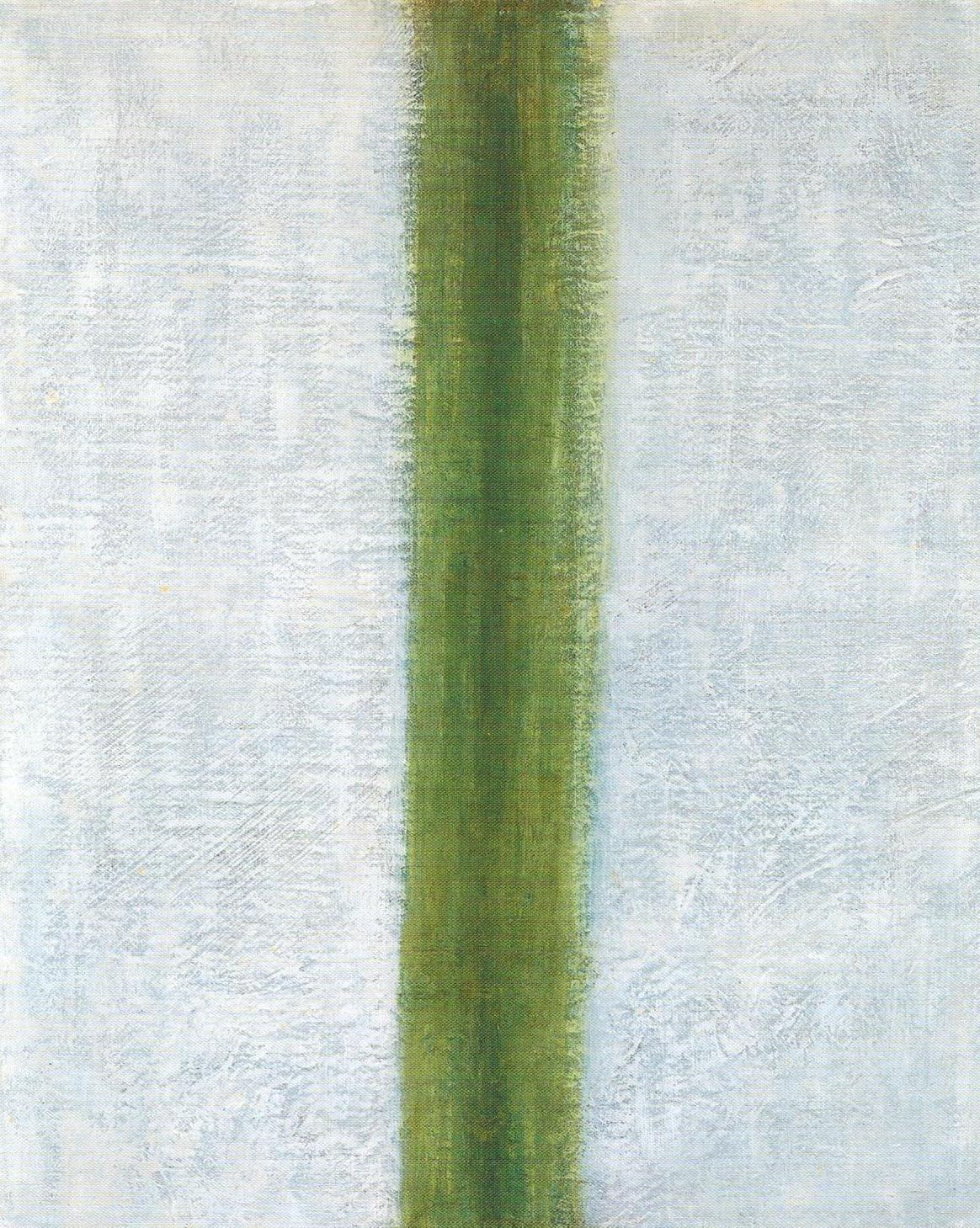
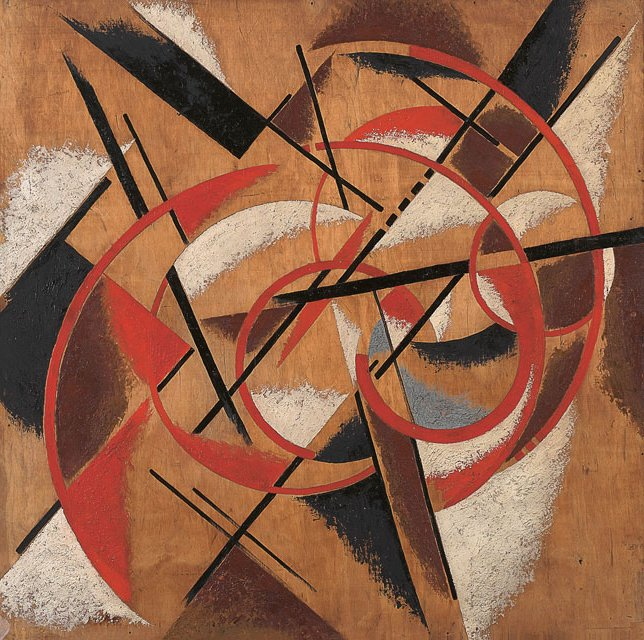
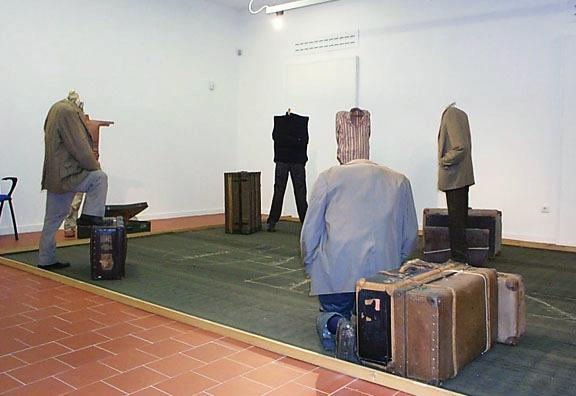
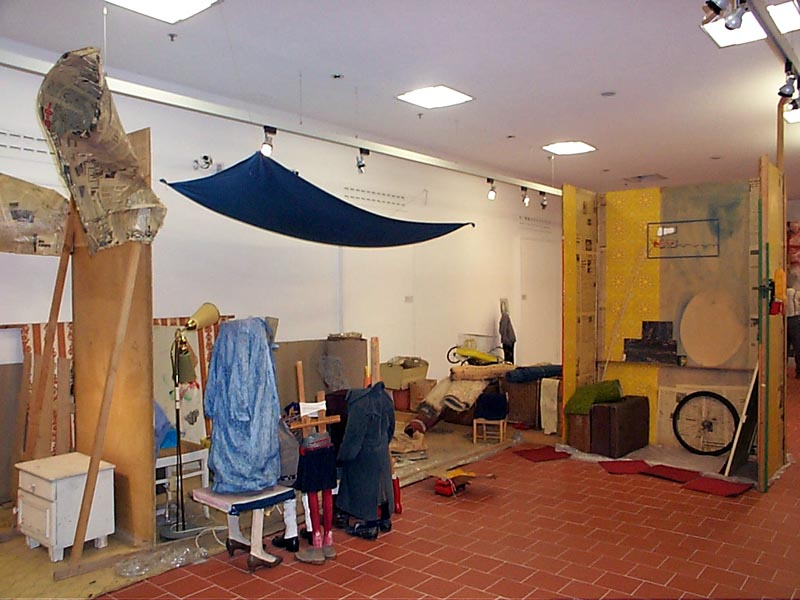
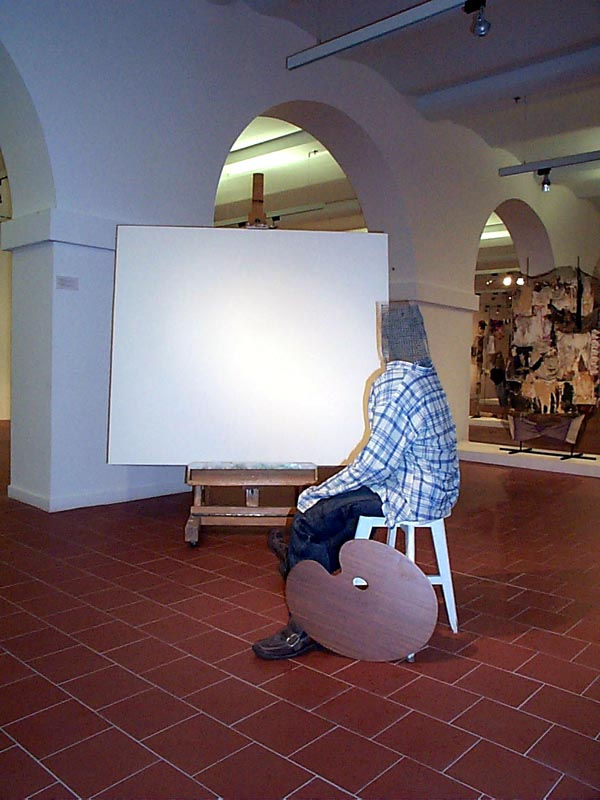
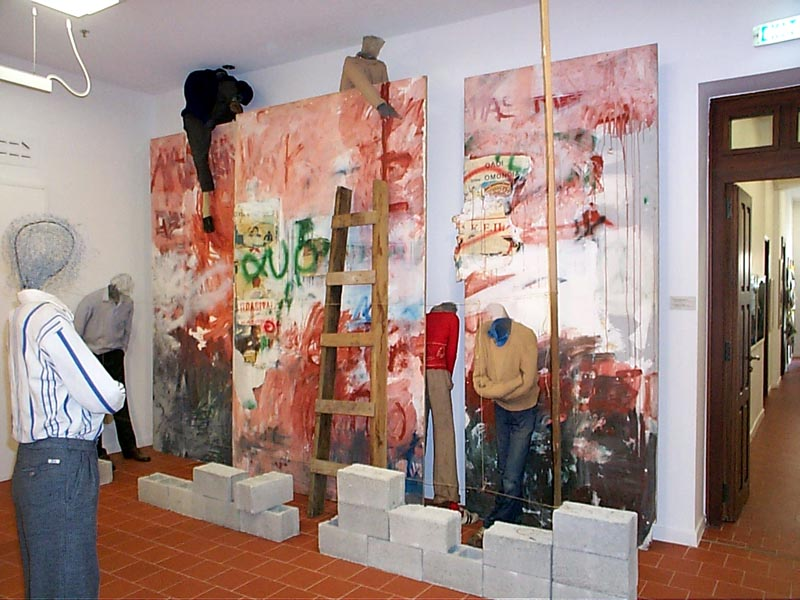
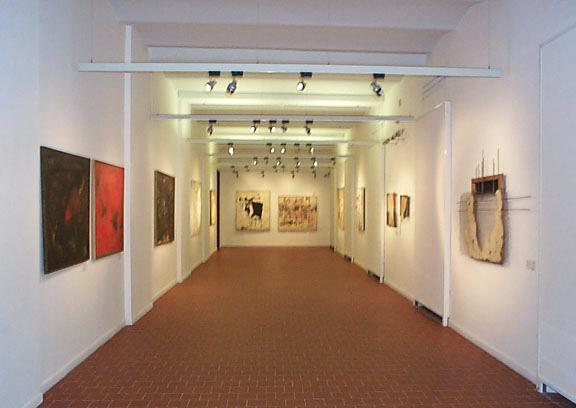
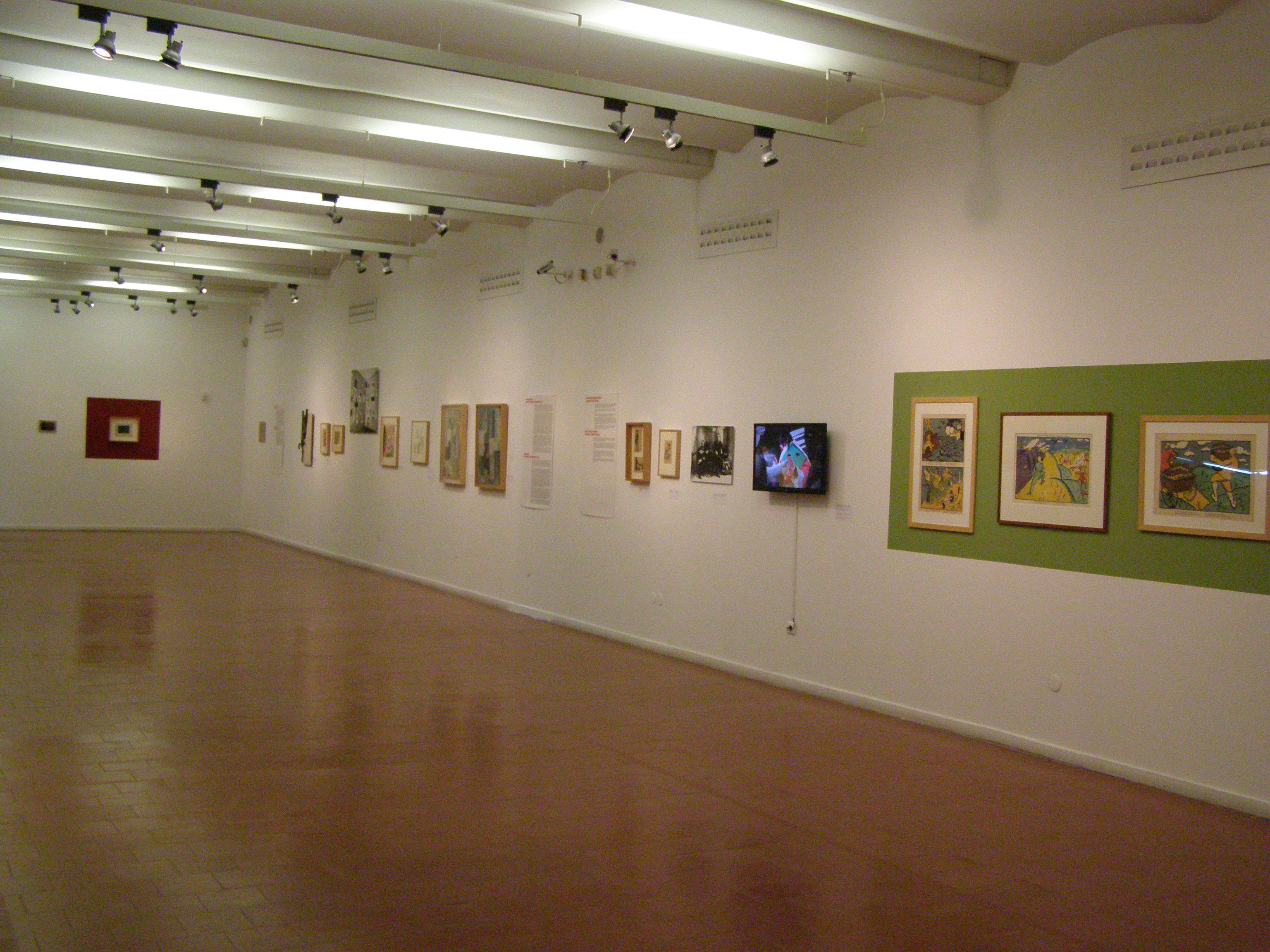